# Mont Pedrós
Mont Pedrós är ett berg i Spanien.   Det ligger i provinsen Província de Barcelona och regionen Katalonien, i den östra delen av landet, 500 km öster om huvudstaden Madrid. Toppen på Mont Pedrós är 542 meter över havet, eller 56 meter över den omgivande terrängen. Bredden vid basen är 0,84 km.
Terrängen runt Mont Pedrós är huvudsakligen kuperad, men åt sydost är den platt. Runt Mont Pedrós är det ganska tätbefolkat, med 62 invånare per kvadratkilometer. Närmaste större samhälle är Igualada, 14,2 km norr om Mont Pedrós. 